# Раян Бейлі (велогонщик)
Раян Бейлі (англ. Ryan Bayley, 9 березня 1982) — австралійський велогонщик.
Олімпійський чемпіон 2004 (кейрін), 2004 (спринт) років, учасник 2008 року.
Переможець Ігор Співдружності 2002 (спринт), 2002 (командний спринт), 2006 (кейрін), 2006 (спринт) років.
Чемпіон світу 2001 року в кейріні, срібний призер 2001, 2002 років у командному спринті, бронзовий призер 2004 (спринт), 2006 (командний спринт) років.